# پرواز زنبور عسل
پرواز زنبور عسل قطعه‌ای از آهنگ‌ساز مشهور روس نیکولای ریمسکی کورساکف است. وی این قطعه را به عنوان میان پرده برای اپرای افسانه تزار سالتان در سالهای ۱۸۹۹–۱۹۰۰ نوشت.
پرواز زنبور عسل در سرعت بالا قطعه بسیار سختی است و نوازنده را به چالش می‌کشد. این قطعه در اصل برای ویولن نوشته شده‌است. تروی استتینا در کتاب اسپید مکانیک برای لید گیتار از این قطعه برای پرورش سرعت استفاده کرده‌است.

## متن آهنگ
قطعه در گام کروماتیک نوشته شده‌است. در ابتدای آن یک قو پسر تزار را به زنبور تبدیل می‌کند تا او بتواند پرواز کرده و به دیدار پدرش برود. قو متن زیر را روی آهنگ می‌خواند:
| برگردان فارسی | روسی |
| --- | --- |
| (گْویدون از ساحل به دریا می‌رود. خرزنبوری پروازکنان از دریا می‌رسد و گرد سر قوی پرنده می‌پرد) قوی پرنده می‌گوید: حال، برو زنبور من، شاد برو، خود را به کشتی در دریا برسان، مخفیانه داخل شو، و تا قعر شکاف‌ها برو. بخت یارت باشد گویدون، پرواز کن اما زیاد آنجا نمان! (خرزنبور به پرواز در می‌آید) | (Гвидон спускается с берега в море. Из моря вылетает шмель, кружась около Лебедь-Птицы.) ЛЕБЕДЬ-ПТИЦА: Ну, теперь, мой шмель, гуляй, судно в море догоняй, потихоньку опускайся, в щель подальше забивайся. Будь здоров, Гвидон, лети, только долго не гости! (Шмель улетает.) |

## در فرهنگ عامه
در انیمیشن هاچ زنبور عسل از این قطعه به عنوان بخشی از موسیقی این انیمیشن استفاده شده است.

## پیانو
این قطعه توسط آهنگساز و پیانیست چیره دست روس سرگئی راخمانینف برای پیانو تنظیم شده است. این قطعه توسط نوازندگان مطرحی مانند یوجا وانگ، لانگ لانگ، والنتینا لیسیتسیا و بسیاری از پیانیست ها نواخته شده است.

## سازهای ایرانی (تار)
کیوان ساکت نوازنده ساز ایرانی تار این قطعه را برای ساز خود تنظیم و با همراهی یک تک نواز پیانو اجرا کرده است.